# Junior All Blacks
Die Junior All Blacks sind eine neuseeländische Rugby-Union-Nationalmannschaft. Sie sind jedoch keine Jugendmannschaft, wie man anhand des Namens vermuten würde, sondern eher die B-Nationalmannschaft hinter den All Blacks. Die Junior All Blacks nahmen 2006, 2007 und 2009 am Pacific Nations Cup teil und gewannen alle drei Ausgaben. 

## Geschichte
Zur ersten Austragung des Pacific Nations Cup wurden neben den Nationalmannschaften von Fidschi, Japan, Samoa und Tonga auch Neuseeland und Australien eingeladen. Während die zweite Mannschaft der Wallabies Australia A ablehnte, entsendete Neuseeland seine zweite Mannschaft.
Gleich bei der ersten Austragung des Cups 2006 gewannen die Junior All Blacks alle Spiele und wurden überlegen Cup-Sieger. Trotz der Teilnahme von Australia A im Folgejahr blieb die Mannschaft weiterhin ungeschlagen und verteidigt ihren Titel. Im Jahr 2008 entsandte die New Zealand Rugby Union anstatt der Junior All Blacks das Team New Zealand Māori, welches in ähnlich dominanter Manier das Turnier gewann. 2009 kehrten die Junior All Blacks ins Turnier zurück, um ihren dritten und letzten Titel ungeschlagen zu gewinnen.
Danach nahm die Mannschaft an keiner Meisterschaft mehr teil.

## Auswahl von ehemaligen Spielern
- Stephen Donald
- Stephen Brett
- Rico Gear
- Anthony Tuitavake
- Hosea Gear